# Tridactyle tricuspis
Tridactyle tricuspis är en orkidéart som först beskrevs av Harry Bolus, och fick sitt nu gällande namn av Rudolf Schlechter. Tridactyle tricuspis ingår i släktet Tridactyle och familjen orkidéer. Inga underarter finns listade i Catalogue of Life.